# 栃木県交通安全協会

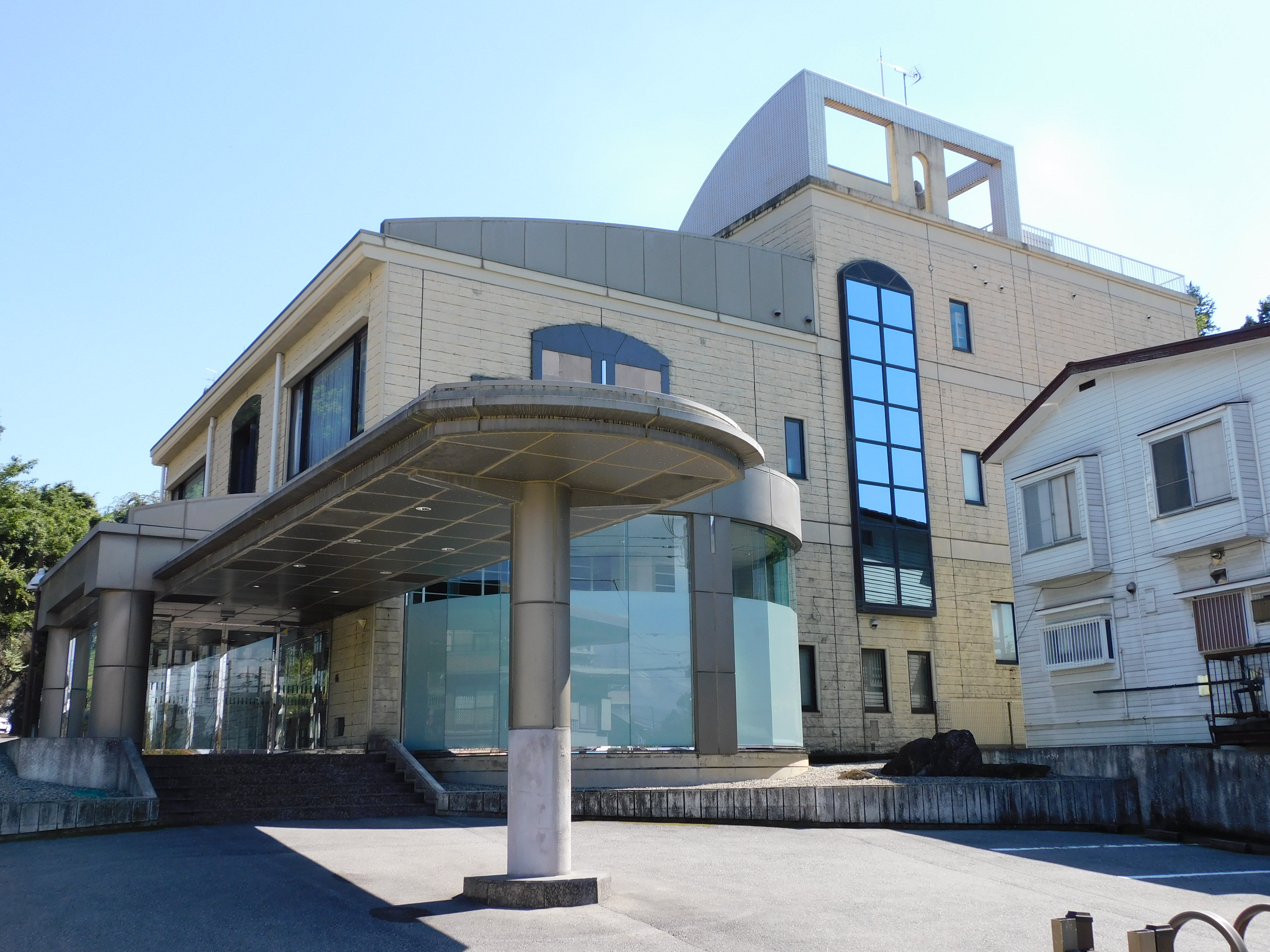
協会事務局のあるしもつけ会館

一般財団法人栃木県交通安全協会（とちぎけんこうつうあんぜんきょうかい）は、栃木県内の地区交通安全協会を統括する交通安全協会。元栃木県知事所管の財団法人。

## 概要
国家地方警察栃木県本部の指導により、1949年（昭和24年）4月1日に栃木県交通安全協会連合会として発足した。栃木県内の地区交通安全協会を統括する交通安全協会で、栃木県内での季節単位で開催する交通安全運動をはじめ、自動車・自動二輪車の運転免許更新の伝達・更新事務、申請書や収入証紙の委託販売業務、自転車などに貼る反射シールや車輪のスポークに貼る反射材などの交通安全グッズの頒布、交通安全功労者の表彰及び国や全国法人への表彰推薦などを事業としている。
栃木県警察などと協力し、信号機のない横断歩道での自動車の一時停止を呼び掛ける「止まってくれない栃木県からの脱却」キャンペーンを実施している。2022年（令和4年）5月に公開したテレビCMは第4弾となる。
また、運転技能向上のために教習部を置き、栃木県自動車学校と栃木県西那須野自動車学校を直営している。
協会事務局は宇都宮市昭和三丁目のしもつけ会館2階にある。2016年（平成28年）までは栃木会館にあり、1970年（昭和45年）以前は栃木県警察本部交通課内にあった。
マスコットキャラクターは「ちゃんと君」。

## 下部組織
- 宇都宮中央支所
- 宇都宮東支所
- 宇都宮南支所
- 小山支所
- 足利支所
- 栃木支所
- 那須塩原支所
- 佐野支所
- 鹿沼支所
- 真岡支所
- 下野支所
- 大田原支所
- 今市支所
- さくら支所
- 矢板支所
- 日光支所
- 那須烏山支所
- 茂木支所
- 那珂川支所